# Гребля Айн-Далія

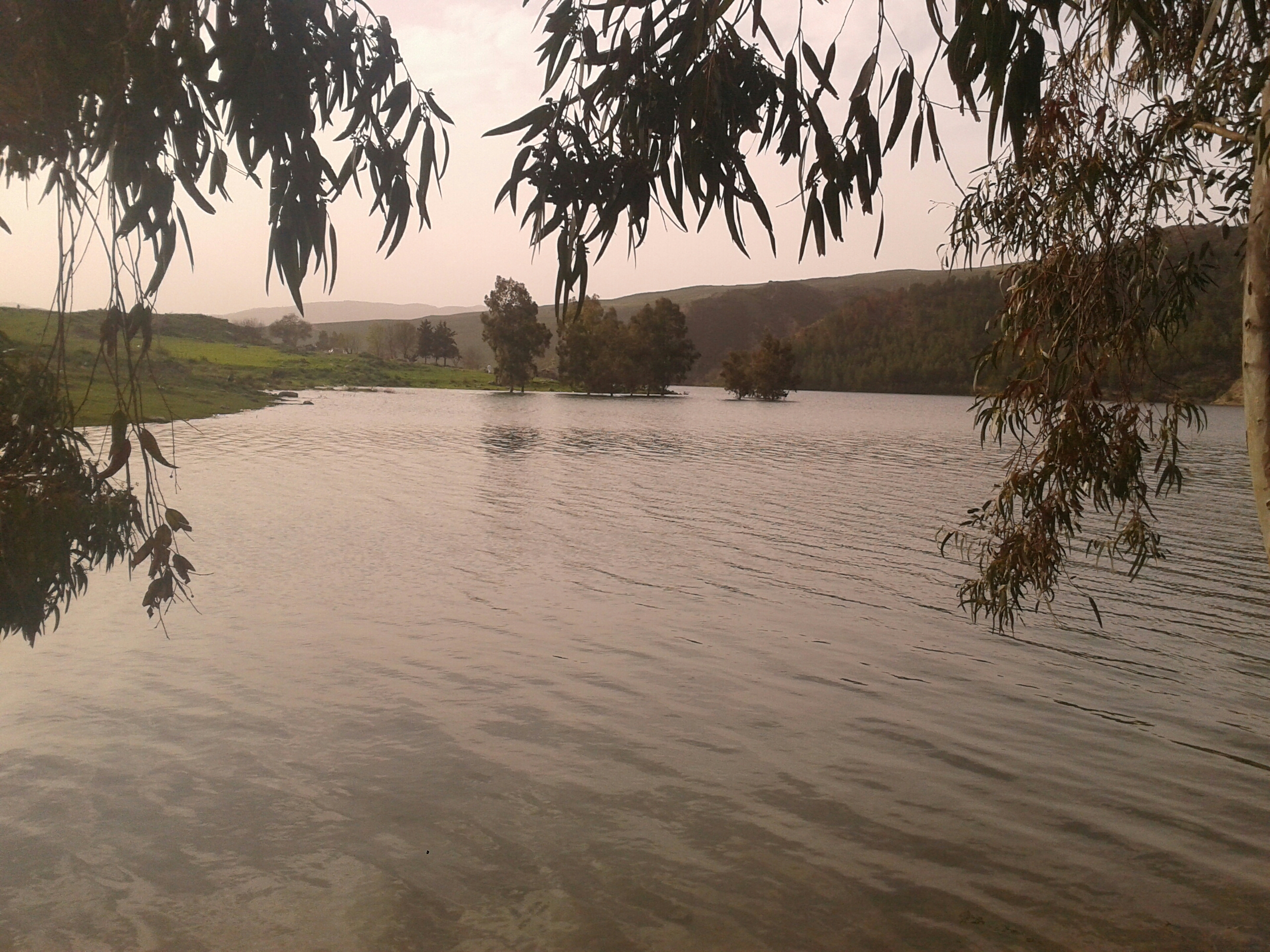
Водосховище греблі

Гребля Айн-Далія (Aïn Dalia) – гідротехнічна споруда на півночі Алжиру.
Греблю спорудили в 1987 році у верхів’ї річки Меджерда, яка бере початок в горах Тель-Атлас та впадає в Туніську затоку Середземного моря (при цьому на території Тунісу на ній створене велике водосховище Сіді-Салем). Головним призначенням споруди є водопостачання, при цьому площа водозбірного басейну вище від греблі становить 193 км2. 
В межах проекту долину уеду Меджерди перекрили кам’яно-накидною греблею висотою 55 метрів, довжиною 300 метрів та шириною по гребеню 9 метрів. Гребля має бічний водоскид розрахований на повінь у 365 м3/с.
Гребля утворила водосховище об’ємом 82 млн м3, з яких 73,4 млн м3 відносяться до корисного об’єму. Станом на 2018-й унаслідок замулювання загальний об’єм скоротився до 70 млн м3.
Випуск води зі сховища забезпечує бетонна башта заввишки 41 метр та діаметром 11 метрів із водозаборами на трьох рівнях, яка підключена до тунелю завдовжки 339 метрів з діаметром 4,5 метра та проскною здатністю 190 м3/с (на етапі будівництва зазначений тунель виконував функцію перепуску стоку).